# Îles Marshall Bennett
Les îles Marshall Bennett forment un petit archipel au large de la Nouvelle-Guinée, précisément à l'extrême est de cette île, au large de la baie de Milne.
Ces îles sont au nombre de 5 :
- Gawa
- Dugumenu (en)
- Iwa (en)
- Kwaiawata
- Egum, un atoll de 12 motus : Yanaba (un récif), Egom, Digaragara, Wiakau, Napasa, Tabunagora, Nagian, Mua, Fandaio, Simlakita, Nasakori (ou Panamote) et un douzième îlot sans nom.

Ces îles sont majoritairement inhabitées. Les habitants se rattachent culturellement au style Massim.